# Riña de gatos
Riña de gatos (deutsch: Streit unter Katzen) ist der Name eines Gemäldes des spanischen Malers Francisco de Goya, das von 1786 bis 1787 entstanden ist. Es befindet sich im Museo Nacional del Prado in Madrid.

## Das Gemälde

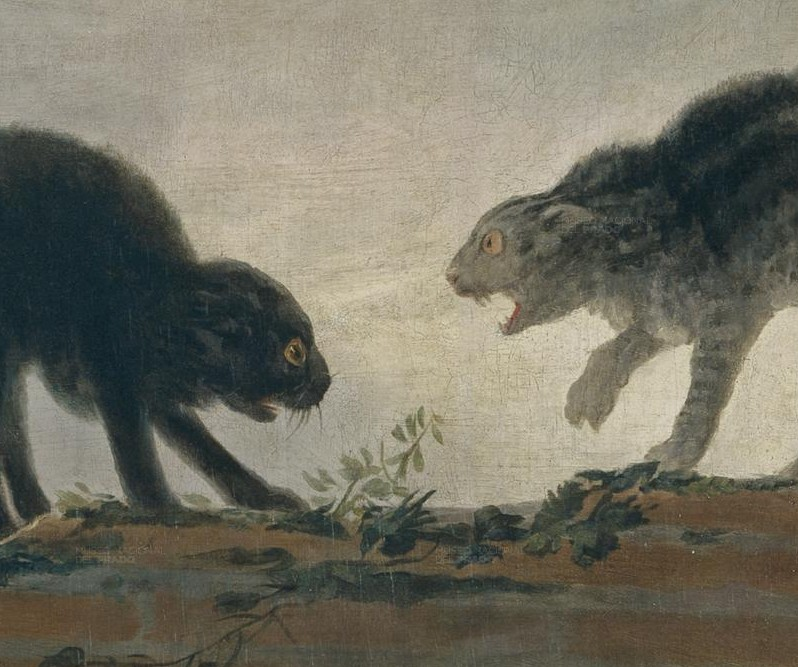
Riña de gatos (Detail)

Francisco de Goya malte das Bild als Teil einer Jahreszeitenfolge für das Speisezimmer des spanischen Kronprinzen im Palacio Real El Pardo nordwestlich von Madrid. Das Gemälde zeigt eine schwarze und eine gefleckte Katze, die sich mit gesträubtem Fell auf einer verwitterten, mit Efeu bewachsenen Ziegelmauer gegenüberstehen und anfauchen.
Elemente wie das helle Licht, gegen das sich die Silhouette der Katzen abhebt, waren typische Gestaltungsmerkmale Goyas, die auch in folgenden Werken Anwendung fanden. In der Jahreszeitenfolge für das Speisezimmer des Palacio Real El Pardo spielten Tierdarstellungen außerdem eine besondere Rolle.
Das Bild wurde in Untersicht gemalt, da die zu dem Gemälde später entstandenen Tapisserie als Wandschmuck über einer Tür im Speisezimmer als Supraporte über den Blicken der Betrachter hängen sollte. Goya lieferte als Hofmaler des spanischen Königs Karl III. regelmäßig Entwürfe für die königliche Teppichmanufaktur. Insgesamt fertigte er 62 Entwürfe für Wandteppiche in sieben Serien an. Diese Entwürfe wurden als so genannte Kartons bezeichnet und waren mit Öl auf Leinwand gefertigt. Sie dienten den Teppichwebern als direkte Vorlage.

## Hintergrund
Das Gemälde wurde erst in den 1980er Jahren Goya zugeordnet, man fand es 1983 unbeachtet, zusammengerollt und verstaut in den Magazinen des Prado. Beim Erwerb im Jahre 1870 hatte man es als Werk eines anonymen Malers inventarisiert. Nach der Wiederentdeckung des Gemäldes wurde die Zuschreibung des Werkes an Goya zunächst angezweifelt, mittlerweile besteht bei Kunstwissenschaftlern aber  Konsens, dass das Bild von Goya geschaffen wurde.
Die gleichnamige Tapisserie aus Wolle und Seide, produziert in den Jahren 1786–1802 von der Real Fábrica de Tapices Madrid, kann man heute im Palacio Real El Pardo besichtigen.